# Д’Амико, Уильям
Уильям Джон «Билл» Д’Амико (англ. William John („Bill“) D’Amico; 3 октября 1910 — 30 октября 1984) — американский бобслеист, олимпийский чемпион 1948 года среди экипажей-четвёрок, чемпион мира среди экипажей четвёрок 1949 и 1950 годов.

## Биография
Билл Д'Амико считался одним из лучших атлетов Лейк-Плэсида. Занимался лыжным спортом, конькобежным спортом, играл в американский футбол и гольф, однако больше всего интересовался бобслеем. Участник Второй мировой войны. Чемпион США 1941 года среди четвёрок, чемпион Северной Америки 1942 года среди экипажей двоек. В 1948 году вместе с Эдом Римкусом, Пэтом Мартином и Фрэнсисом Тайлером выиграл золотые медали соревнований Олимпийских игр 1948 года в Санкт-Морице. В 1949 и 1950 годах выигрывал чемпионат мира среди четвёрок, а в 1950 году получил серебряную медаль среди экипажей двоек. Позже открыл рестораны Lake Placid и Chicken Coop Restaurant.